# Penstemon parviflorus
Penstemon parviflorus är en grobladsväxtart som beskrevs av Francis Whittier Pennell. Penstemon parviflorus ingår i släktet penstemoner, och familjen grobladsväxter. Inga underarter finns listade i Catalogue of Life.